# Messerschmitt Bf 110
Messerschmitt Bf 110 byl německý těžký stíhací letoun, který sloužil během druhé světové války.
Vývoj začal roku 1934, kdy Říšské ministerstvo letectví (německy Reichsluftfahrtministerium) požadovalo těžký stíhací letoun s dlouhým doletem, který by byl schopen souboje s jednomotorovými stíhačkami. Menší obratnost měl vyrovnat palebnou silou.
Prototyp Bf 110 V1 (Werk-Nr.868, později získal imatrikulaci D-AHOA) s motory DB 600A vzlétl 12. května 1936 a dosáhl rychlosti 505 km/h. V roce 1937 začala výroba ověřovací série čtyř Bf 110 A-0 se slabšími motory Jumo 210B, se kterými bylo dosaženo rychlosti pouze 430 km/h. Na jaře 1938 se začala vyrábět série strojů verze Bf 110 B s motory Jumo 210G a dvěma kanóny. Vzniklo celkem 45 kusů této série.
Ve větší sérii vznikla verze Bf 110 C s motory DB 601 s přímým vstřikováním paliva a kompresorem a s novým křídlem. V době útoku na Polsko měla Luftwaffe ve výzbroji 195 kusů verze C; letouny byly s úspěchem nasazeny jako bitevní a ještě stačily likvidovat polské stíhačky, podobnou úlohu sehrály ve Francii, ale nad Anglií už na Spitfiry a Hurricany nestačily; dokonce k nim musel být dodán doprovod stíhaček Bf 109. Tím pádem byly jako stíhače z denních operací staženy nebo byly přeřazeny k bitevním úkolům.
Jako lodní doprovod sloužily verze D a E s přídavnými nádržemi. Verze F dostala silnější motory DB 601F s výkonem 993 kW, tato verze byla mj. vyzbrojena i raketovými projektily pod křídly.
Od roku 1940 se také začaly používat jako noční stíhačky. Zpočátku byly opatřeny pouze černým nátěrem a na cíl byly naváděny vizuálně. Během roku 1941 začaly být naváděny pozemními radary, pokročilejší verzí byla až F-4 s palubním radarem Fug 202 Lichtenstein BC.
Během roku 1941 se ukázalo, že náhrada v podobě letounu Me 210 zklamala a typ Me 410 se typu Bf 110 pouze vyrovnal, a tak vznikla verze Bf 110 G se silnějšími motory DB 605B o výkonu 1084 kW a lepšími aerodynamickými vlastnostmi. Tato verze mohla být vybavena různou výzbrojí (i 37mm kanónem). Varianta G-4 s lepším radarem FuG 212 Lichtenstein C-1, čtyřmi kulomety a dvěma kanóny sloužila jako noční stíhač. Typ Bf 110 tak ve výrobě zůstal po celou dobu války, celkem se ho vyrobilo přes 6 000 kusů.
Po neúspěchu nad Británií vznikl názor, že letoun trpí špatnou konstrukcí – to však nebyla až tak pravda. Žádný z konstruktérů té doby ještě nepřišel s nápadem, který by velkému a těžkému dvoumotorovému stíhači s dlouhým doletem umožnil konkurovat jednomotorové a jednomístné stíhačce s krátkým doletem. Jeho konstrukce navíc umožnila montáž novější avioniky, výzbroje i motorů, než mohl kdokoliv v době vzniku letounu tušit. Také hlavní štáb nepochopil jeho pravý způsob nasazení, to pak vedlo ke ztrátě 40 % v Zerstörergruppen za tři týdny. Pravdou však je, že se letoun vyráběl delší dobu, než po kterou mu stačily síly na udržení místa v přední linii (to se ale netýká jen typu Bf 110). Nad Británií mohl svou palebnou sílu využít pouze s momentem překvapení nebo při souboji s nováčkem, jeho jediný dozadu střílející kulomet byl jako obranná výzbroj málo. Třebaže stroj nad Británií nevynikl, na ostatních bojištích si v následujících letech vedl více než dobře.

## Vznik a vývoj

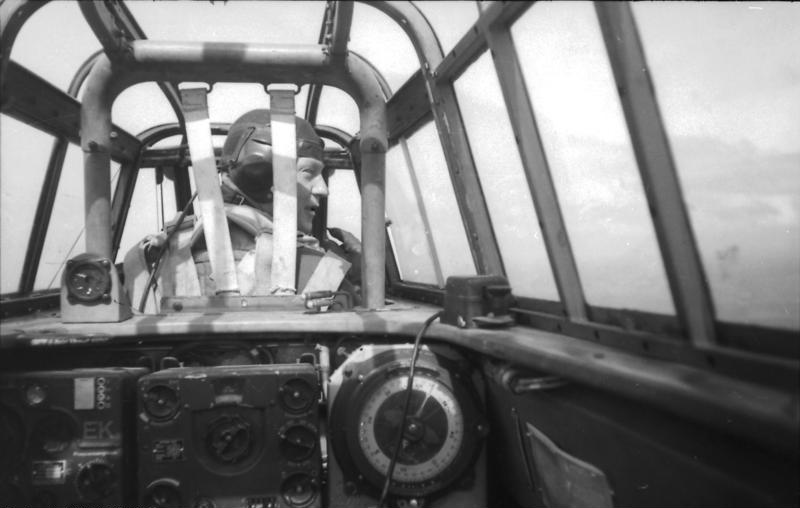
Kokpit letounu

Messerschmitt Bf 110 má obecně velmi smíšené hodnocení. Byl často kritizován pro své selhání během bitvy o Británii, zatímco jeho úspěchy v jiných úlohách byly většinou ignorovány. Navzdory všemu tento stroj, který nesplnil očekávání Luftwaffe, dokázal spolehlivě sloužit Německu během celé druhé světové války , jako doprovodný stíhač dlouhého doletu, stíhací bombardér, průzkumník, stroj pro přímou podporu pozemních vojsk a také jako noční stíhač.
S projektováním stroje začal Willy Messerschmitt na konci roku 1934 v Bayerische Flugzeugwerke v Augsburgu. Stroj Zerstörer (ničitel), který požadoval velitel Luftwaffe Hermann Göring měl pronikat hluboko do nepřátelského území, případně doprovázet německé bombardéry. Hmotnost paliva představovala vážný problém a nutila konstruktéra použít 2 motory, protože plánovaný stroj měl dosahovat výkony blížící se lehčí záchytné stíhačce. Zároveň byla požadovaná obratnost pokud měl účinně odrazit nepřátelské stíhačky.
Messerschmitt před zahájením prací na Bf 110 neměl žádné předešlé zkušenosti s dvoumotorovými bojovými letadly. Jeho první bojové letadlo, jednomístný Bf 109, byl koncipován rok před zahájením prací na Bf 110. V té době byl nejsilnější německý letadlový motor Junkers Jumo 210A o výkonu 610 koní
Už od začátku bylo jasné, že dvojice těchto motorů by byla neadekvátní z hlediska síly, která měla pohánět relativně velké a těžké letadlo. Ale firma Daimler-Benz v té době už pracovala na vývoji nového 12válcového, vodou chlazeného invertního motoru DB 600 s předpokládaným výkonem 1000 koní. Právě s těmito motory se počítalo jako s potenciálními pohonnými jednotkami pro prototypy Bf 110.
První prototyp vzlétl 12. května 1936. Klíčovým faktorem konstrukce bylo použití dvou motorů Daimler-Benz DB 600. Následující potíže se zakázkami těchto motorů ke zkouškám výkonnosti znamenaly, že Bf 110 nemohl být testován během španělské občanské války. Místo toho byl testován v roce 1937 na letišti Rechlin. Ukázalo se, že je velmi rychlý, ale ne až tak obratný jak se doufalo. Navzdory některým nedostatkům byl Bf 110 zařazen do služby v roce 1939 jako Bf 110C – poháněn dvěma motory Daimler-Benz DB 601A. Výroba se rozběhla a na konci tohoto roku už operačně létalo 500 ks Bf 110.

## Operační nasazení

### Polské tažení

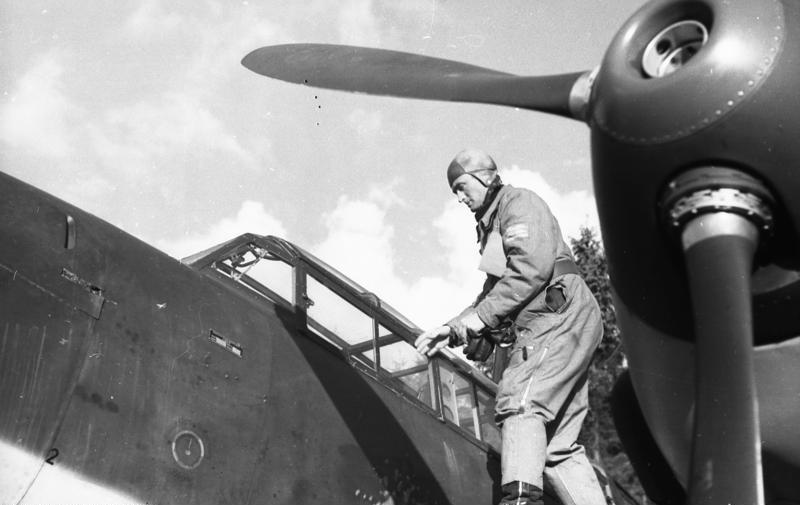
Oberleutnant Theodor Rossiwall u svého Bf 110, červen 1940, Francie

1. září 1939, kdy nacistické Německo napadlo Polsko, bylo těmito stroji vybaveno 10 perutí. Hermann Göring opakovaně nařídil "Zerstörerwaffe" aby připravila všechny dostupné Bf 110 k operačnímu nasazení. Budoucí eso, velitel NJG 1 Wolfgang Falck si zapsal první sestřely nad Polskem, stejně jako budoucí noční stíhací eso Helmut Lent a Gordon Gollob, příští velitel stíhacího letectva. Falckova jednotka I./ZG 76 dosáhla během tohoto tažení 31 vítězství, z nichž bylo 19 potvrzených. I(Z)./LG 1 rovněž přispěla svou troškou. Doprovázela německé bombardéry během útoků na Varšavu a dosáhla 30 sestřelů hned v první den. Polské stíhačky hlásily v tento den 17 % ztráty. Ty vzrostly na 72 % o dalších 5 dní. JG 2 rovněž dosáhla 28 vzdušných a 50 pozemních vítězství.

### Podivná válka

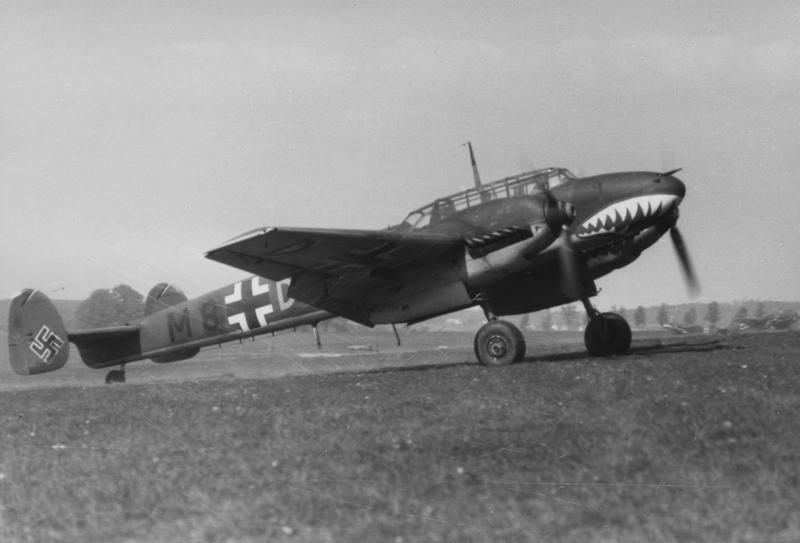
Bf 110C jednotky Zerstörergeschwader 76 s charakteristickou "žraločí tlamou"

Většina jednotek chránících západní Německo od vzdušného útoku byla vybavena stíhačkou Messerschmitt Bf 109. Jedna z jednotek Bf 110 si připsala první sestřel spojeneckého letadla, když Bf 110 z jednotky LG 1 zaútočil a sestřelil stíhačku Morane-Saulnier MS.406 Armée de l'Air nad Verdunem. Jen o tři týdny později, 18. prosince 1939, se Bf 110 podílel na prvním německém vítězství nad RAF v druhé světové válce. Bombardovací velitelství RAF poslalo 22 bombardérů Vickers Wellington s cílem zaútočit na německou námořní základnu Wilhelmshaven. Na konci boje Němci zaznamenali 38 sestřelů britských bombardérů. Skutečné ztráty byly 11 Wellingtonů a dalších 6 těžce poškozených. Tato ztráta podnítila velení RAF ke změně z denních bombardovacích misí na noční.

### Invaze do Dánska a Norska

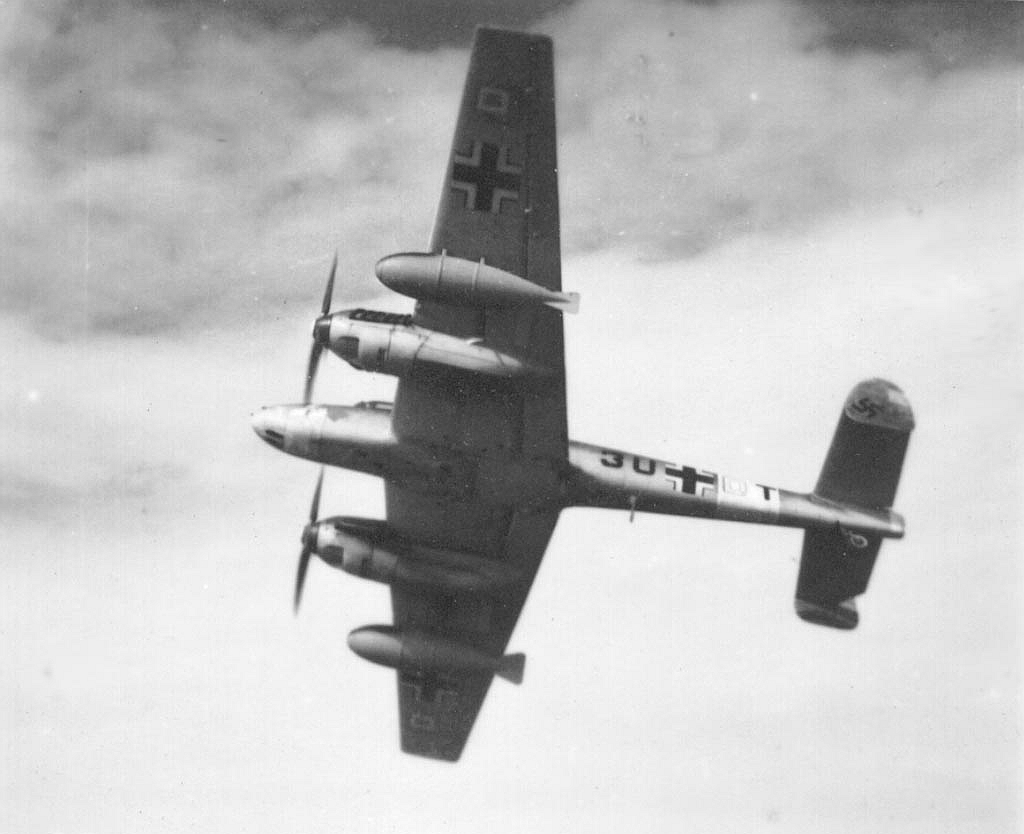
Bf 110 s dvěma 900 l přídavnými nádržemi z 9.Staffel/ZG 26

Bf 110 se dočkal značného operačního nasazení během operace Weserübung; dvě jednotky vybavené Bf 110 (1 a 76) měly celkem 64 strojů. 9. dubna 1940 Bf 110 zničil 25 dánských letadel umístěných na letecké základně Værløse. Jednomu dánskému Fokkeru D.XXI se podařilo vzlétnout, ale byl okamžitě sestřelen. Během této kampaně Viktor Mölders, bratr známého Wernera Mölderse, přijal, po přistání na místním letišti, kapitulaci města Aalborg. Oblečený v letecké kombinéze se dal odvést do středu města místním mlékařem, aby našel vhodné ubytování pro posádky Bf 110 jednotky I.ZG 1.
V Norsku Bf 110 pomáhaly zajistit letiště Oslo-Fornebu, doprovázejíce dopravní letadla Junkers Ju 52 naložené parašutisty. Na Němce zaútočily stroje Gloster Gladiator a jednotky na zemi; výsledkem byly dvě sestřelená letadla na obou stranách. Piloti Messerschmittu nevěděli, že mnohé předešlé vlny dopravních letadel se vrátily a letiště nebylo zajištěno. Během vykládání nákladu byly mnohé zničeny. Zbývající Bf 110 ostřelovaly letiště a pomohly pozemním jednotkám v jeho dobytí. Během těchto bojů budoucí eso Helmut Lent se 110 sestřely, zde zaznamenal svůj pátý a šestý sestřel proti norským protivníkům.
V důsledku zkušeností z bojů v Norsku bylo vynaloženo úsilí prodloužit bojový dolet Bf 110. Jejich výsledkem byl Messerschmitt Bf 110D. Bylo vyzkoušeno několik přídavných a podvěsných nádrží, což vyústilo do nejméně čtyř verzí řady "D". Byla také zkoušena obrovská přídavná nádrž, která díky chladnému počasí a omezeným znalostem o vypařování leteckého benzinu nejednou explodovala. To vedlo k nevysvětlitelným ztrátám během hlídek nad Severním mořem. Díky všem popsaným negativním vlastnostem si tuto verzi piloti neoblíbili. Kromě toho bylo ovlivněno i ovládání; Bf 110D byl od samého počátku těžce manévrovatelný a zvýšení hmotnosti to jen zhoršilo .
Jednotky těžkých stíhačů ("Zerstörerwaffe") si při setkáních s převážně britskými bombardéry počínaly dobře. Dne 13. června 1940 byla squadrona střemhlavých bombardérů Blackburn Skua zachycená při pokusu dosáhnout a vybombardovat německý křižník Scharnhorst. V průběhu několika minut sestřelily Bf 110 osm britských strojů; mezi úspěšnými střelci byl i Herbert Schob, který válku skončil jako jeden z nejúspěšnějších pilotů Bf 110. Celkové ztráty v průběhu této kampaně byly jen něco nad dvacet strojů. Během července provedla RAF několik náletů na Norsko. Dne 9. července 1940 bylo smíšenou silou tvořenou stroji Bf 109 a Bf 110 z jednotek ZG 76 a JG 77 sestřeleno sedm z dvanácti strojů Bristol Blenheim bombardujících Stavanger.

### Tažení na západě

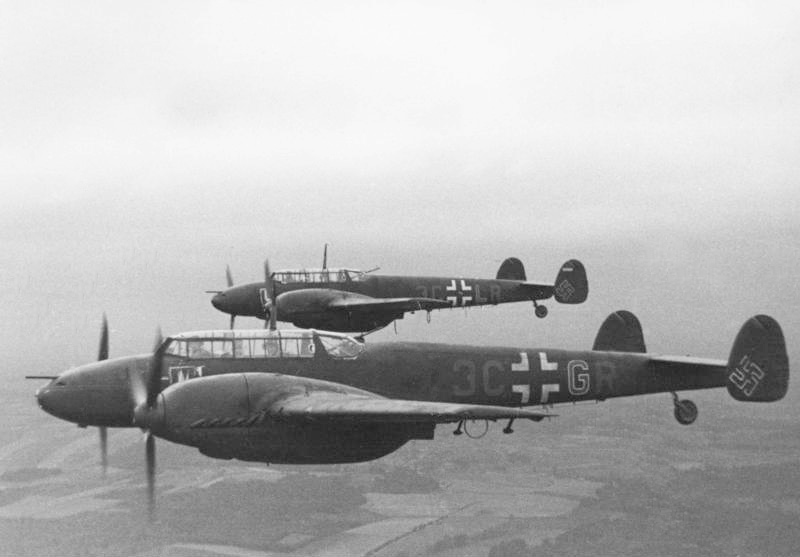
Bf 110 jednotky Nachtjagdgeschwader 4 (7./NJF 4), Francie, 1942

Během tzv. "podivné války" bylo jednotkami Bf 110 sestřeleno několik francouzských letadel. Velitel Hannes Gentzen, velitel jednotky ZG 1, se stal 2. dubna 1940 nejúspěšnějším stíhacím pilotem Luftwaffe, když nad Argonne sestřelil dvě stíhačky Curtiss P-36 Hawk.
Útoku na Nizozemsko se zúčastnilo 145 Messerschmittů Bf 110, pod velením Kurta Bertrama von Döring. Během této kampaně předvedly Bf 110 své schopnosti v roli útočného stroje. 10. května 1940 zničila jednotka ZG 1 šestadvacet nizozemských letadel na zemi na letišti v Haamstede. Mezi 11.- 13. květnem byla většina potvrzených sestřelů nad Belgií dosažená na letadlech Bf 110 z jednotky ZG 26. Ale toto vítězství bylo 15. května zastíněno ztrátou devíti Bf 110 v boji s RAF. V tento den jednotka ZG 2, pod vedením Friedricha Vollbrachta dosáhla 66 sestřelů spojeneckých letadel.
Jednotky Bf 110 se v tomto období také setkaly se švýcarským letectvem. Několik německých strojů útoky narušilo švýcarský vzdušný prostor. Pět Bf 110 bylo sestřeleno švýcarskými Messerschmitty Bf 109.
Při operaci "Paula", což byla ofenzíva zaměřená na zničení zbývajících francouzských leteckých sil ve střední Francii, utrpěla Luftwaffe ztrátu 101 strojů, z toho byly čtyři Bf 110. Do konce kampaně už Bf 110 neutrpěl žádné ztráty.
Tažení na západě, které se uskutečnilo v roce 1940, jasně ukázalo zranitelnost Bf 110 na nepřátelské obloze. Dobře si počínal proti belgickým, nizozemským a francouzským leteckým silám, kdy utrpěl jen malé ztráty, ale byl rychle deklasován vzrůstajícím počtem strojů Hawker Hurricane a Supermarine Spitfire. Během západního tažení byly ztráty 60 strojů Bf 110; což představovalo 32% původní síly Zerstörerwaffe.

### Bitva o Británii

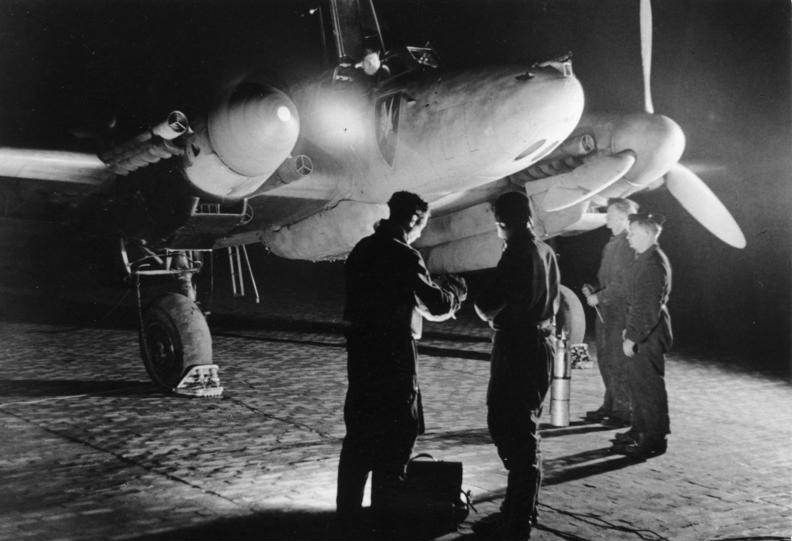
Noční stíhač Bf 110

Bitva o Británii naplno odhalila fatální nedostatky Bf 110 jako denní stíhačky proti jednomotorovým strojům. Byl příliš velký, snadno zpozorovatelný a chyběla mu obratnost Hurricane nebo Spitfiru. Navzdory zadnímu střelci, který na obranu používal kulomet puškové ráže, byla taková obrana proti stíhačkám vybaveným osmi kulomety nedostatečná. Velikost a hmotnost Bf 110 znamenaly, že měl vysoké plošné zatížení, což omezovalo jeho manévrovatelnost. Navzdory vyšší rychlosti oproti tehdejšímu Hurricanům měl malé zrychlení. Navzdory všemu byl v té době jedinečný, protože v roli doprovodné stíhačky těžkých bombardérů ho netrápil omezený dolet, jako tomu bylo u Bf 109. I když byl překonán, v roli výškového doprovodu bombardérů byl tvrdým protivníkem. Používal taktiku střemhlavého útoku na nepřítele, pálíl dávky z kulometů a kanónů umístěných v přední části trupu a následně rychle opouštěl bojiště.
Synovec Hermanna Göringa, Hans-Joachim Göring, byl pilotem jednotky III./Zerstörergeschwader 76 a létal na Bf 110. Padl v boji 11. července 1940, kdy byl jeho Bf 110 sestřelen Hurricany z 87. Squadron RAF a jeho letadlo se zřítilo do portlandského přístavu.
Nejhorší den bojů o Británii pro Bf 110 nastal 15. srpna 1940, kdy bylo sestřeleno téměř 30 Bf 110, což bylo ekvivalentem jedné gruppe. Mezi 16. a 23. srpnem bylo ztraceno dalších 23 strojů.
Jako doprovodný stíhač dlouhého doletu zaznamenal Bf 110C těžké ztráty při setkáních s britskými Hawker Hurricane a Supermarine Spitfire. Namísto ochrany bombardérů, které doprovázely, měly formace Bf 110 obvykle plné ruce práce se svou vlastní ochranou. Kvůli této situaci byly na jejich ochranu povolány jednomístné stíhačky Bf 109E. Selhání Bf 110C v roli, pro kterou byl navržen, vedlo k jeho stažení z pobřeží Lamanšského průlivu, ale nevedlo ke snížení produkce.
Po 18. srpnu nastal značný pokles množství nasazení jednotek Zerstörer. Toto je často porovnáváno se stažením Junkersu Ju 87 z bojů. Ale zatímco Ju 87 musely být staženy, protože prostě na konci léta 1940 nedokázaly přežít nad jižní Anglií, důvod ke stažení Bf 110 byl mnohem prozaičtější. Náhradní stroje nebyly dostupné tak rychle, aby mohly pokrýt ztráty. Na frontě byl nedostatek bojeschopných Bf 110.
Poslední srpnový den se ukázal jako zřídka úspěšný pro Bf 110. ZG 26 sestřelila 13 stíhaček RAF, což bylo dosaženo za cenu ztráty tří Bf 110 a pěti poškozených. Naopak, 4. a 27. září bylo sestřeleno po 15 Bf 110. Na začátku tažení měla Luftwaffe 237 bojeschopných Bf 110 a v průběhu bojů ztratila 223 strojů.
Dne 10. května 1941, v doznívající bitvě o Británii, se odehrála zvláštní příhoda. Rudolf Hess, v nacistické straně postava číslo dvě, na Bf 110 odletěl z Augsburgu, severně od Mnichova, do Skotska s úmyslem vyjednat mír mezi Německem a Spojeným královstvím.

### Balkánské tažení

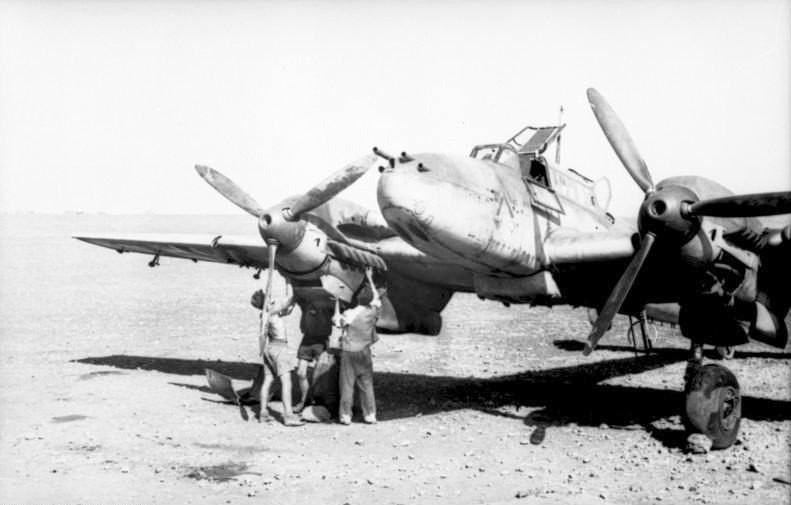
Bf 110 na polním letišti v Řecku

V dubnu 1941 byly Messerschmittu Bf 110C a E nasazeny při invazi do Jugoslávie a Řecka. Jednotky I. a II./ZG 26 byly zapojeny do bojů. Znovu se setkaly s Bf 109 pilotovanými zahraničními piloty, tentokrát z jugoslávských vzdušných sil. Stejně jako ve Švýcarsku i zde skončily v neprospěch Bf 110. V první den, 6. dubna I./ZG 26 ztratila 5 strojů, zatímco Jugoslávci jen 2 Messerschmitty Bf 109. Jednotka II./ZG 26 sestřelila několik Hawkerů Fury, ale v boji s dvojplošníky ztratila 2 stroje. Nad Řeckem 20. dubna II ./ZG 26 sestřelila pět Hurricanů z 33. a 80. Squadron RAF, přičemž sami ztratili 2 stroje.
V tomto souboji zahynul i Marmaduke Pattle, letecké eso s 50 vítězstvími ze 33. squadrony. Toho dne si kromě jiných pilotů připsali sestřely i Staffelkapitän Hauptmann Theodor Rossiwall a Oberleutnant Sophus Baagoe, první zvýšil své skóre na 12 a druhý na 14 strojů. Během těchto bojů zahynulo další eso F/Lt W. J. " Timber " Woods z 80. Squadrony se 6 ½ vítězstvími. Oberleutnant Baagoe zahynul 14. května 1941 během bitvy o Krétu; sestřel si nárokovala britská obrana a pilot Glosteru Gladiator. Celkem bylo nad Krétou sestřeleno 12 Messerschmittů Bf 110.

### Severní Afrika, Středomoří a blízký východ

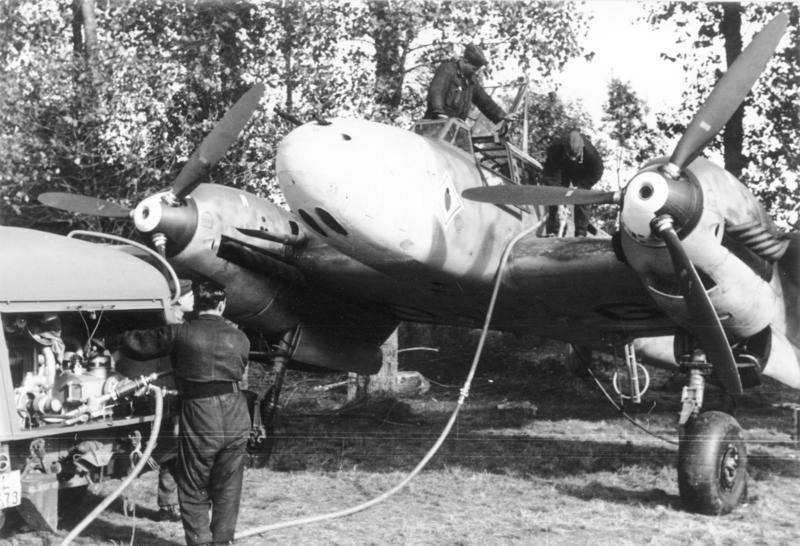
Bf 110 jednotky ZG.26 "Horst Wessel" během tankování

V důsledku povstání Aliho Rašída a následné Anglo-Irácké válce nasadila Luftwaffe 12 strojů Bf 110 z jednotky 4./ZG 76 na pomoc iráckým nacionalistům jako součást "vzdušného velitelství Irák" (Fliegerführer Irák). Německé stíhačky do Iráku přiletěly v první červnový týden roku 1941. Celé toto pouštní tažení trvalo 10 dní. Budoucí noční stíhací eso Martin Drewes sestřelil 2 Glostery Gladiator, ale RAF 26. května těžce poškodila 2 stroje Bf 110. A do 26. května již nebyly žádné letuschopné Bf 110 a německý personál byl evakuován. Jeden Bf 110 (Wk -Nr 4035) byl získán RAF a podroben zkušebním letem se sériovým číslem RAF "HK846, Belle of Berlin".
Se základnou v Káhiře měla být dopravena do Jižní Afriky jako část programu cvičení pilotů na ukořistěné výzbroji. Nikdy tam však nedoletěla, zřítila se v Súdánu. Během severoafrických tažení působil Bf 110 v roli podpůrného stroje jednotek střemhlavých bombardérů Ju 87 Stuka. V roce 1941 se téměř 20% misí jednotek Zerstörergeschwader zaměřovalo na pozemní útoky. Během tohoto období zahynulo při leteckých soubojích několik stíhacích es létajících na Bf 110 a také přibývaly jiné ztráty. V noci z 22. na 23. května byly Bf 110 nasazeny jako noční stíhačky nad pouští. Oberleutnant Alfred Wehmeyer dosáhl 3 noční sestřely spojeneckých bombardérů v průběhu týdne.
V srpnu 1942 dovolila patová situace mezi spojeneckými jednotkami a jednotkami Osy v severní Africe stažení jednotky III./ZG 26 na Krétu kvůli ochraně konvojů. V tomto období bylo zničeno několik bombardérů Consolidated B-24 Liberator letectva USAAF. Během hlídkového letu 29. září 1942 se osamocenému Oberleutnantovi Helmutu Haugkovi z jednotky ZG.26 podařilo napadnout formaci jedenácti B-24, z nichž 2 sestřelil.

### Východní fronta

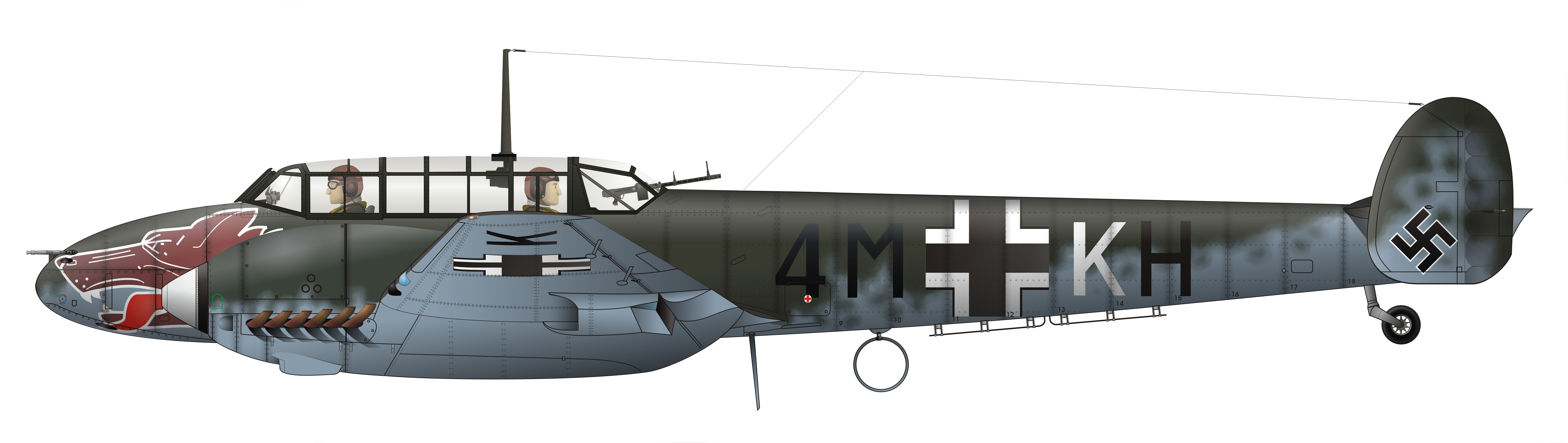
Bf 110E-1 Ergänzungsgruppe, Deblin-Irena (Polsko 1942)

První útočné vlny operace Barbarossa se zúčastnilo jen 51 letuschopných Bf 110. Všechny patřily jen 3 jednotkám: ZG 26, Schnellkampfgeschwader 210 a ZG 76. Bf 110 poskytly německé armádě cennou podporu útoky na těžké obranné pozice protiletadlového dělostřelectva. Piloti Bf 110 na východní frontě dosáhli velkého množství pozemních zásahů. K nejúspěšnějším patřili například poručík Eduard Meyer, který za to získal rytířský kříž železného kříže 20. prosince 1941 za 18 vzdušných vítězství a 48 letadel zničených na zemi a také za 2 zničené tanky. Nadporučík Johannes Kiel dosáhl skóre 62 zničených letadel na zemi, 9 tanků a 20 děl. Později potopil ponorku a tři motorové torpédové čluny .
Počty Bf 110 se na východní frontě během roku 1942 i po něm snižovaly. Většina jednotek. u nichž sloužil, ho používala k průzkumu. Stroje byly postupně stahovány do Německa na obranu říše před nálety západních Spojenců.

### Obrana říše

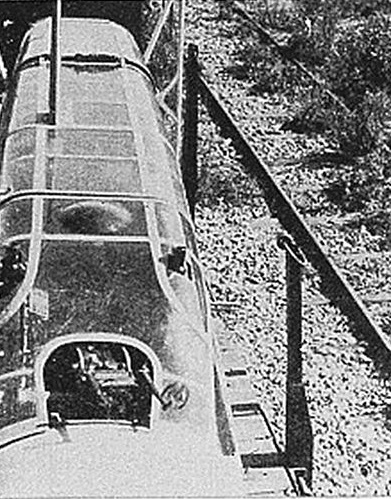
Systém Schräge Musik s kanóny MG FF/M v kokpitu Bf 110, 1944

Časem byly Bf 110 stahovány z denních operací a slavily poslední úspěchy jako noční stíhačky. Tam jejich výzbroj a dolet sloužily dobře až do konce války. Trup umožňoval zabudování pozice pro rádiooperátora a přední část trupu zase místo pro instalaci radarové antény, což u jednomotorových stíhaček možné nebylo. Postupem času se zvyšování hmotnosti způsobené zástavbou radaru a výzbroje spolu s třetím členem, podepsalo na snižování výkonnosti stroje.
Letadlo bylo také použito k útokům na pozemní cíle počínaje verzí C-4/B a také jako denní záchytná stíhačka bombardérů, kde byla jejich výzbroj mimořádně užitečná. Později vznikly specializované verze pro útoky na pozemní cíle, které se ukázaly jako úspěšné. Bf 110 sloužil v Luftwaffe v mnoha rolích, ale ne v té, na kterou byl zkonstruován-těžký stíhač. Další role, kterou Bf 110 sehrál, byl ničitel bombardovacích svazů. Nesmírná palebná síla Bf 110 zneškodnila nebo zničila leckterý spojenecký bombardér za několik sekund. V případě nepřítomnosti spojeneckého stíhacího doprovodu byl Bf 110 schopen způsobit ohromné škody. Ale se čtyřmi raketnicemi ráže 21 cm (8 in) Werfer-Granate 21 (Wfr.Gr. 21) zavěšenými po dvou pod každým křídlem a dodatečnou výzbrojí byl Bf 110 spojeneckým stíhacím doprovodem velmi zranitelný. Na konci roku 1943 a začátkem 1944 byly formace Bf 110 často decimovány hordami spojeneckých stíhaček.
V roli noční stíhačky byl vyzbrojen efektivním zbraňovým komplexem Schräge Musik, vzhůru střílejícím dvojitým automatickým kanónem, který přinesl pilotům Bf 110 největší úspěch. Noční stíhací eso Luftwaffe, Heinz-Wolfgang Schnaufer, byl pilotem s největším počtem sestřelů při obraně říše a válku skončil se 121 sestřely. Prakticky všech dosáhl na různých verzích Bf 110. Jiní, jako například Helmut Lent, se nechali přeložit mezi noční stíhače a navyšovali své skromné skóre sestřelů dosažených během dne. Důležitou roli hrály i jiné stroje, například Dornier Do 17 a Junkers Ju 88; ale žádný z nich nedosáhl úspěchu jako Bf 110.

### Denní operace

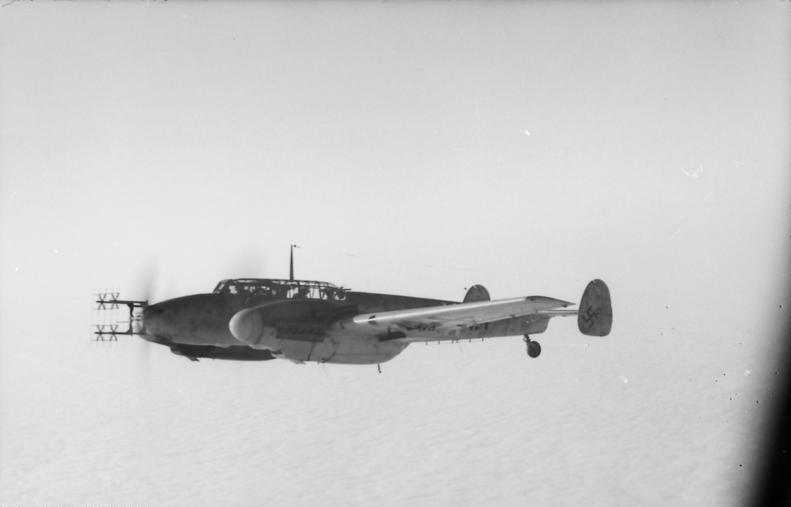
Noční Messerschmitt Me 110G-4 s radiolokátorem, 1942

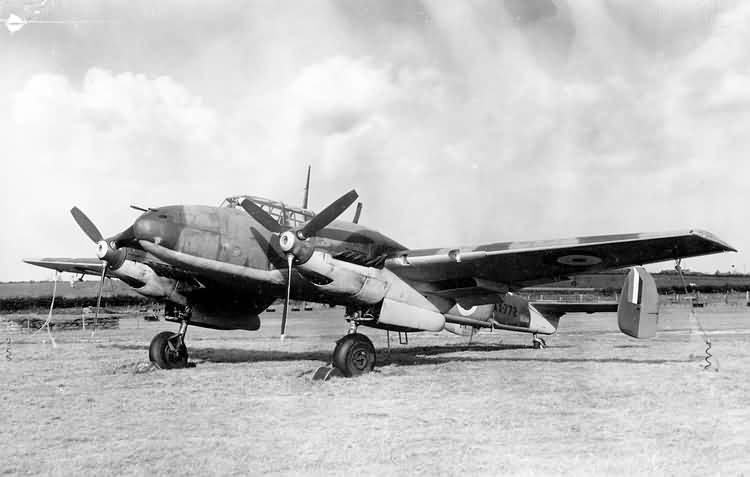
Ukořistěný Messerschmitt Bf 110C-4 na základně RAF v Duxfordu, 1941

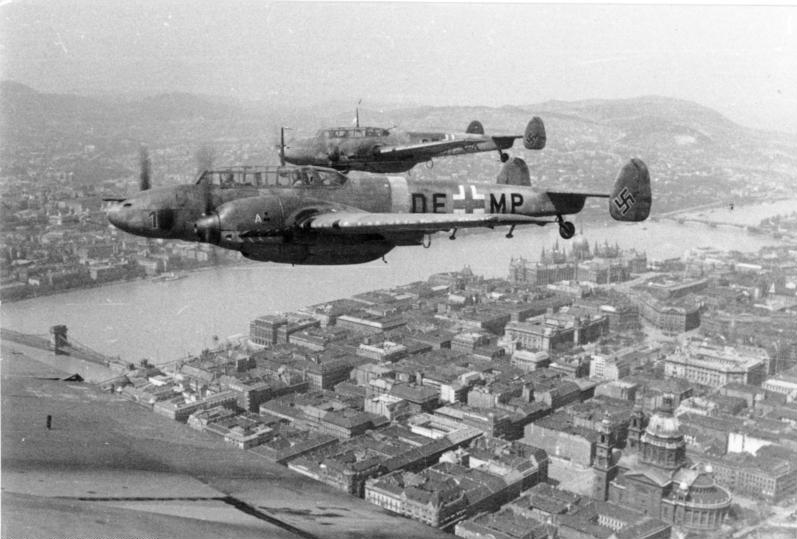
Bf 110 nad Budapeští, 1944

Prvního vítězství v této roli Bf 110 dosáhl 4. února 1943 proti formaci bombardérů B-24, bombardující Hamm. Německé stroje byly poškozeny obrannou palbou, protože Bf 110 byl rozměrný cíl. Vedle sedmi poškozených a pěti ztracených Fw 190 jednotky JG 1, bylo poškozeno osm Bf 110 jednotky IV./NJG 1. Nárokovaly si 3 sestřely B-17 přesto, že byla sestřelena jen jedna. Důvodem selhání byl nedostatečný výcvik k denním operacím. Hans-Joachim Jabs řekl:" Toto bylo mé jediné denní vítězství v noční stíhačce. Na misi jsme letěli v síle jednoho roje a neměli jsme žádný doprovod. Bylo obyčejným plýtváním použít vysoce vycvičené posádky nočních stíhačů k tomuto úkolu, když se objevil spojenecký stíhací doprovod.[zdroj?]"
Jednotka byla opět v akci 4. března a tentokrát dosáhla skóre tří B-17 za cenu dvou Bf 110. Během roku 1943 spojenecké stíhačky ještě nemohly bombardérům USAAF poskytnout účinnou podporu kvůli nedostatečnému doletu, který jim neumožňoval doprovázet je tam a zpět. To poskytlo Zerstörer jednotkám příležitost způsobit svazem bombardérů ohromné ztráty. Přesto byly jednotky Bf 110 převeleny na východní frontu a severoafrické bojiště, kde byly nasazeny při útočných, průzkumných misích a ke střemhlavému bombardování, které vedly k nevyhnutelným ztrátám. Po návratu do Německa byly tyto jednotky zdecimované a vyžadovaly přeškolení a přezbrojení. Zbytečné a žalostné nasazení Bf 110 v těchto operacích zabránilo jakémukoliv úspěchu.
Nakonec byly na podzim 1943 povolány ze svých východních nebo středomořských základen a byly zformovány do jednotek RLV. Spolu s Me 410 zformovaly novou jednotku ZG 26, tvořenou 3 skupinami (dvě s Bf 110 a jedna s Me 410) se základnami poblíž Hannoveru. I. a III./ZG 76 měly základnu v Rakousku a II./ZG 76 ve Francii. Dne 4. října 1943 zachytila skupina Bf 110 bombardéry B-17 z třetí bombardovací divize, která podnikala nálety na Frankfurt nad Mohanem a Sársko. Proti této formaci letěly Bf 110 osamocené a zničily čtyři B-17 předtím než je opustilo štěstí a narazily na stíhací doprovod tvořený letadly P-47 Thunderbolt z 56. stíhací skupiny. Bylo sestřeleno devět Bf 110 a z posádek bylo devět zabito a sedm zraněno. Není jasné zda se Bf 110 podařilo sestřelit nějakého z těchto útočníků.
Bf 110 se zúčastnil německé obrany během náletů "velkého týdne" v únoru 1944.
Zkušenosti jednotky vybavené Bf 110 "Horst Wessel", umožňovaly zjistit, co se stalo dvoumotorovým stíhačkám v novém bojovém prostředí. Jednotka se během ledna a února připravovala na stav operačního nasazení. Dne 20. února ve 12:13 bylo povoláno třináct Bf 110 do akce proti bombardovacímu svazu. O 6 minut později se k první skupině přidali další tři Bf 110. Když dorazily na dohodnutý kontaktní bod, neměly se již s kým setkat. Americké stíhačky se sluncem za zády přepadly jednotku Bf 110 a jedenáct z nich sestřelily. Mezitím 2 nepřátelské stíhačky ostřelovaly letiště a zničily 9 dalších letadel.
22. února bylo ztraceno šest Bf 110 za cenu dvou B-17 zatímco 6. března bylo z 9 nasazených strojů 5 zničených a jeden poškozen. Během dubna 1944 nejvyšší velení Luftwaffe doufalo, že jednotka Bf 110 konvertuje na Me 410. Ale poté, co jednotky Me 410 utrpěly stejné ztráty, byla konverze pozastavena. Bf 110 byl označen za zastaralý a jeho výroba měla být zastavena. Ale ukázalo se, že Me 410 je navzdory vyšší rychlosti ještě méně obratný a těžko se z něj vyskakuje. Jediná možná náhrada by mohla být v podobě Dornieru Do 335, který se však k bojovým jednotkám neměl tak brzy dostat.
Během 2. dubna 1944 dosáhl Bf 110 jeden ze svých posledních úspěšných soubojů. Síla 62 strojů zaútočila na smíšenou formaci B-17 a B-24 s raketami R4M, přičemž zničila pět B-17 a tři B-24 a také jeden P-38 Lightning. Ztráty činily osm Bf 110. Při náletu USAAF na Berlín 9. dubna nasadila ZG 76 77 strojů. Tehdy se objevily Mustangy USAAF, které již mohly doprovázet spojenecké bombardéry při jejich cestě tam i zpět. ZG 76 ztratila 23 ze 77 strojů. Nikdy víc už nenasadila takový počet strojů. Tato ztráta byla začátkem konce Bf 110 Zerstörer jako prvoliniových zbraní RLV. Od té doby měl Bf 110 za úkol útočit během dne na formace bez doprovodu, což bylo až do konce války stále vzácnější.

### Noční operace

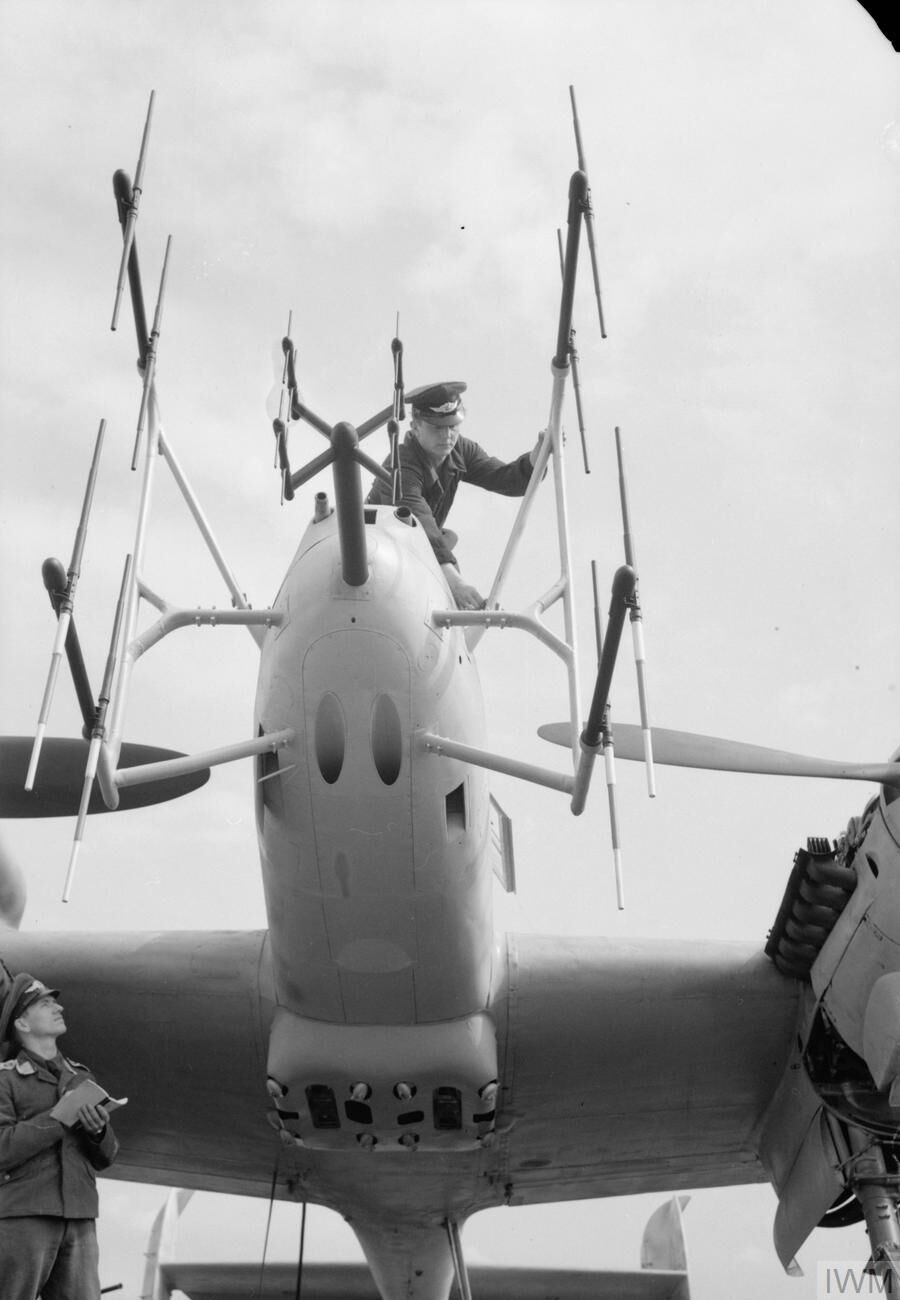
Noční stíhač Bf 110 G-4 a antény radarů FuG 220 a FuG 202 (uprostřed) "Lichtenstein" SN-2 VHF a B/C UHF s německým pozemním personálem na letišti Grove v Dánsku po válce v srpnu 1945 před cestou do Spojeného království k testům

Během války tvořil Bf 110 kostru jednotek Nachtjagdgeschwader (nočních stíhacích jednotek). První jednotky s touto činností začaly nad Německem na podzim 1940. Dokud se v roce 1942 neobjevily britské těžké bombardéry, byla opozice nepatrná.
Jedna z nejpozoruhodnějších akcí Bf 110 se odehrála v noci ze 17. na 18. srpna 1943. Jednotky Bf 110 byly masově vybaveny zbraňovým systémem Schräge Musik, který sestával ze dvou vzhůru střílejících kanónů, umístěných přímo ve středu kabiny hned za pilotem. Schrage Musik takto zasahovala slepé body bombardérů Avro Lancaster, kterým chyběla obranná střelecká věž ve spodní části trupu. S použitím tohoto systému se podařilo poručíku Petru Erhardtovi z jednotky NJG 5 sestřelit za 30 minut 5 bombardérů. Navzdory vynikající viditelnosti nenahlásil žádný z bombardérů RAF nic neobvyklého, co by mohlo indikovat přítomnost nové zbraně nebo taktiky ze strany nočních stíhačů Luftwaffe. Tato ignorace byla podpořena použitím střeliva bez traserů (střelivo, které na své dráze nezanechává viditelnou stopu) ze strany Bf 110, stejně jako útoky na slepá místa britských bombardérů. Mnoho posádek si všimlo výbuchu přátelského stroje, ale domnívali se, že to byla jen velmi přesná protiletadlová palba ze země. Bylo zpozorováno velmi málo německých strojů a ještě méně jich bylo ostřelováno.
V září 1943 prosadil velitel bombardovacích svazů RAF Arthur Harris strategickou bombardovací ofenzívu zaměřenou proti německým městům , která měla způsobit kolaps Německa. Zatímco RAF zničila centrum Hannoveru a 86 % posádek shodilo své pumy ve okruhu 5 km od svého cíle, ztráty byly kruté. V roce 1943 bylo Porúří hlavním cílem britských bombardérů, ale německá obrana na nich napáchala závažné škody. Bf 110 se měl podílet na zničení 2 751 bombardérů RAF, spolu s protiletadlovým dělostřelectvem a ostatními nočními stíhačkami. Později zavedla RAF protiopatření; kousky hliníkové fólie zvané "okno ", aby zmátla německou obranu. Také se začaly používat stroje de Havilland Mosquito, aby předstíraly klamné mise a odlákaly Bf 110 a jiné stíhačky pryč od cíle, což zprvu i fungovalo. V tomto období tvořil Bf 110 kostru stíhacího letectva, i když byl později doplněn Junkersem Ju 88.
V říjnu 1943 označil generál Josef Kammhuber rostoucí množství ztrát jako nepřijatelné a urgoval Hermanna Göringa, aby zastavil nasazení německých nočních stíhačů na denní operace. Mnoho jednotek Nachtjagdgeschwader se v té době účastnilo zničujících denních bojů. Mezi červnem a srpnem vzrostly ztráty ze 2% na 9,8%. Štěstím pro jednotky vybavené Bf 110 byly měsíce srpen a září 1943. Noční stíhači dosáhli 123 sestřelů z 1 179 bombardérů nad Hamburkem za jednu noc, což představovalo 7,2 % ztráty. Během bitvy o Berlín bylo zničeno 1 128 bombardérů za 5 měsíců. Strategické bombardovací velitelství RAF téměř pohořelo. Tyto ztráty byly většinou výsledkem stíhací obrany Říše, jejímž srdcem byl Bf 110. Německá obrana dosáhla dočasného znemožnění hloubkových náletů. Ale i Luftwaffe utrpěla vysoké ztráty; za první tři měsíce roku 1944 dosáhly ztráty posádek úroveň 15%.

## Verze

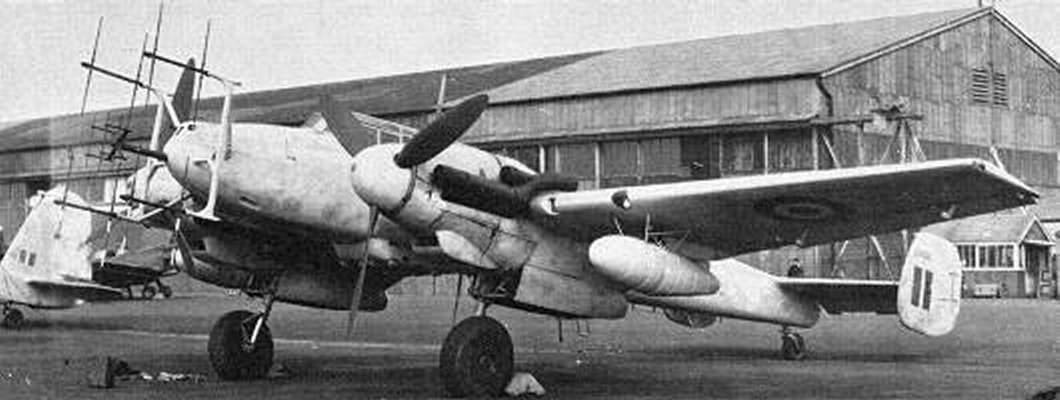
Noční stíhač Bf 110G-4 na letišti v britském Farnborough v říjnu 1945

Ačkoli Bf 110 selhal ve své základní roli, výroba pokračovala plným tempem a do roku 1945 bylo postaveno více než 6 150 kusů různých verzí od A po G. Stroje nových verzí Bf 110C a D byly přemístěny na Blízký východ a východní frontu. Produkce v roce 1940 vzrostla na 1 083 strojů, ale s blížícím se zařazením Me 210, bylo v dalším roce vyrobeno pouze 784 strojů .
V průběhu roku 1942 bylo vyrobeno pouze 580 kusů Bf 110, ale výroba se v následujícím období znovu zvýšila poté, co byla 17. dubna kvůli četným nehodám zastavena výroba Me 210. Vznikla tak vážná mezera v produkci německých stíhaček a stíhacích bombardérů. Aby byla tato mezera vyplněna byla zavedena do výroby vylepšená verze Bf 110G. Stroj poháněl motor Daimler-Benz DB 605, který poskytoval výkon 1 475 koní. Předsériový Bf 110G-0 byl doručen pro testování na konci roku 1942 a od začátku roku 1943 byly stroje Bf 110G nasazovány ve velkých množstvích. Kromě svých motorů se první sériový Bf 110G-1 lišil od předchozích verzí i ve výzbroji: dvěma nebo čtyřmi 20mm kanóny MG 151 a čtyřmi kulomety MG 17 ráže 7,92 mm v nose a dvěma kulomety MG 81 v zadním střelišti.
Bf 110E byl jako stíhací bombardér schopný nést až 2000 kg pum, zatímco byly postaveny i čistě stíhací a průzkumná verze. Tyto a pozdější verze operovaly se značným úspěchem na mnoha bojištích. Bf 110F byla podobná verzi E,  Bf 110F-2 však mohla nést neřízené rakety a verze F-4 byla vybavena dvěma 30mm kanóny a doplněna o dalšího člena posádky obsluhujícího radiolokátor, k nočnímu stíhání. Poslední verze Bf 110G byla původně konstruována jako stíhací bombardér, ale vzrůstající nálety na Německo spojeneckými bombardéry ji předurčily do role noční stíhačky .
Čas od času byly noční stíhací Bf 110G použity i k denním operacím. Nejprve byly zapojeny jako doprovod křižníků Scharnhorst a Gneisenau u holandského pobřeží a Helgolandské zátoky. V létě 1943 zaútočili na americké formace denních bombardérů, když letěly bez stíhacího doprovodu. Během těchto akcí skupiny Bf 110G utrpěly těžké ztráty zřejmě i kvůli nedostatečnému výcviku jejich pilotů k denním akcím, které vyžadovaly bezprostřední přiblížení se k cíli, kde na ně čekala účinná obranná palba z bombardérů. Pro stíhačky Republic P-47 Thunderbolt, které doprovázely spojenecké bombardéry B-17 Flying Fortress a B-24 Liberator nad Berlínem nebyly Bf 110 komplikovaným soupeřem.

## Uživatelé
Německo
- Luftwaffe

 Maďarsko
- Maďarské letectvo

 Itálie
- Regia Aeronautica

 Království Srbů, Chorvatů a Slovinců

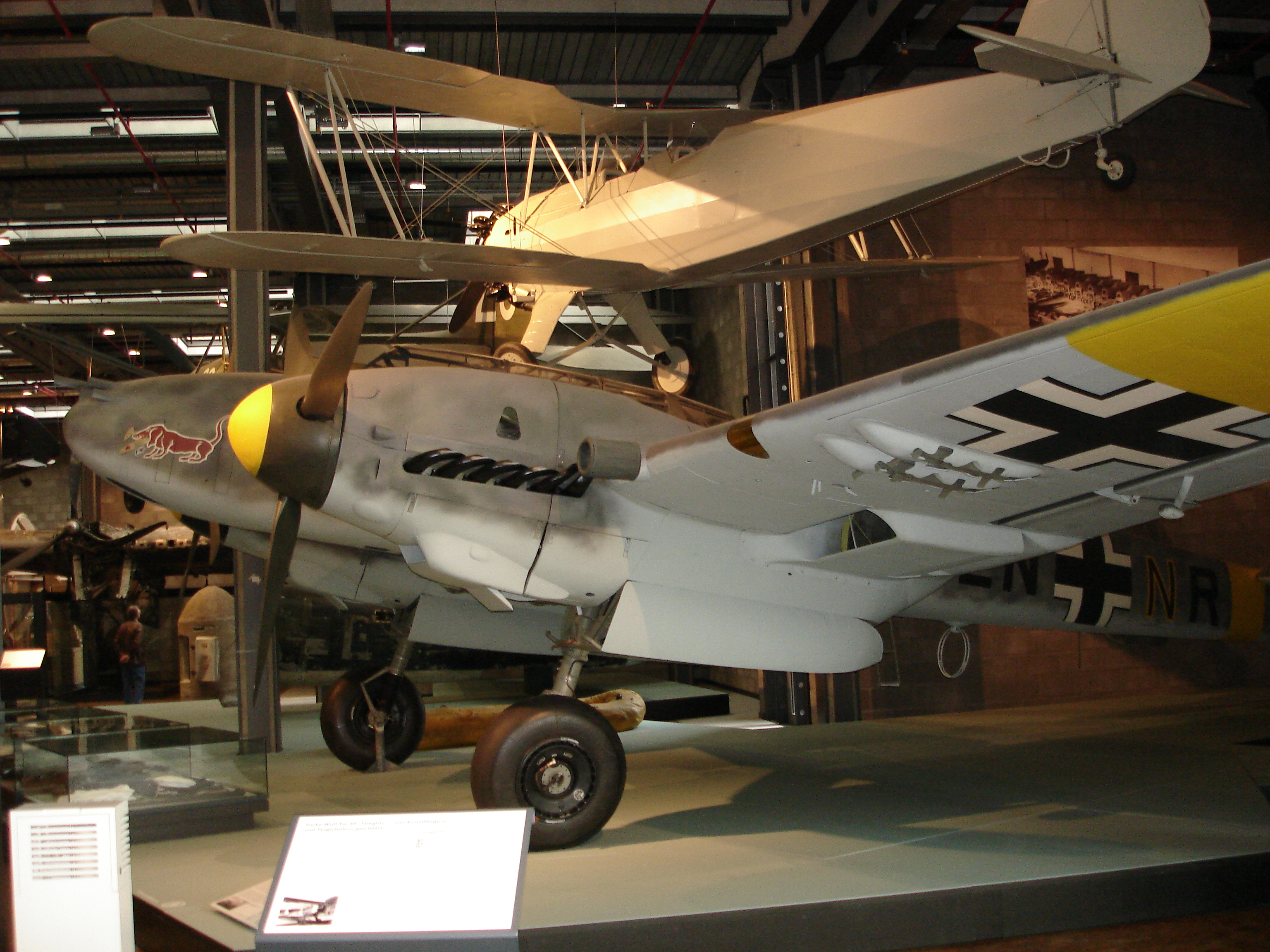
Bf 110 v Deutsches Technikmuseum Berlin

- Jugoslávské královské letectvo – zařadilo do svého stavu 1 Bf 110, který na jugoslávském území přistál omylem krátce před Dubnovou válkou.[2]

 Rumunsko
- Rumunské letectvo

 Sovětský svaz
- Sovětské letectvo používalo několik ukořistěných Bf 110.[3]

 Chorvatsko
- Letectvo NDH

## Specifikace (Bf 110C-4)

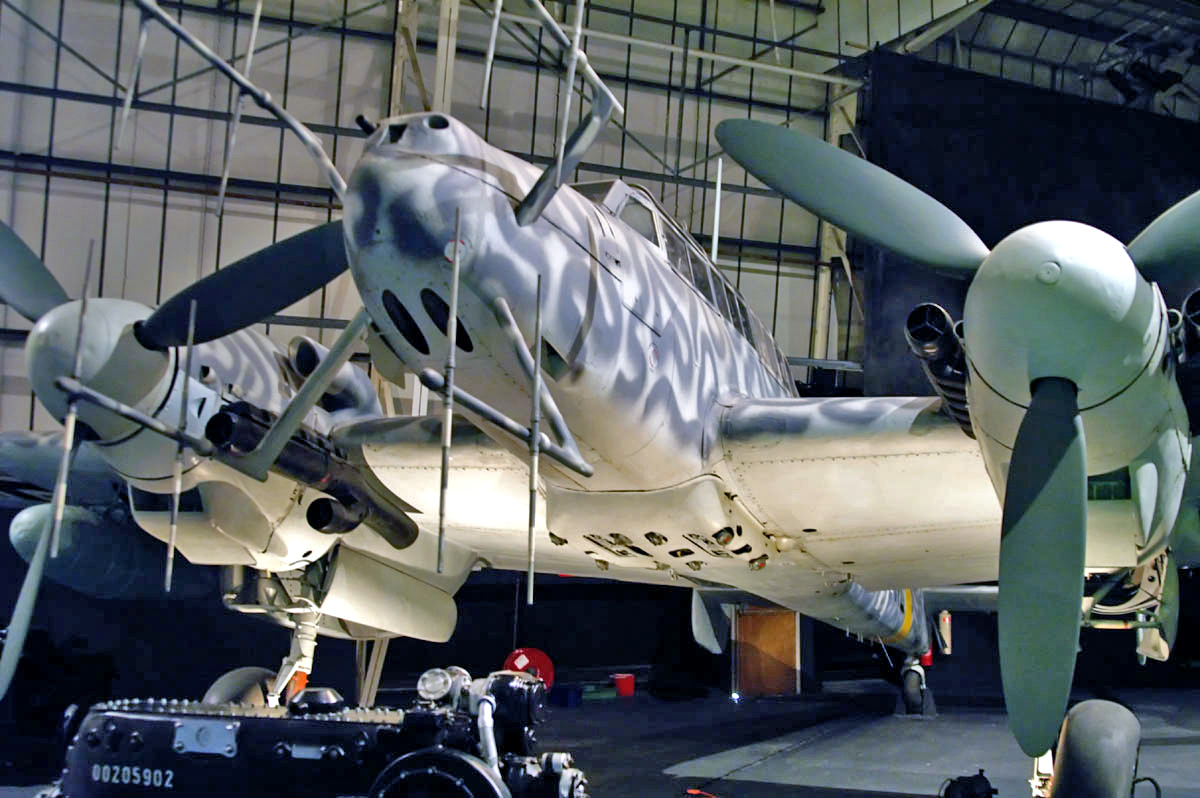
Bf 110G-2

### Technické údaje
- Osádka: 2 (3 jako noční stíhač)
- Rozpětí: 16,3 m
- Délka: 12,30 m
- Výška: 3,3 m
- Nosná plocha: 38,8 m²
- Plošné zatížení: 173 kg/m2
- Hmotnost prázdného stroje: 4500 kg
- Vzletová hmotnost: 6700 kg
- Pohonné jednotky: 2× 12válcový, vidlicový, invertní motor DB 601B-1, každý o výkonu 809 kW
- Výkon/Hmotnost: 260 W/kg

### Výkony
- Maximální rychlost: 595 km/h
- Dostup: 10 500 m
- Dolet: 3105 km
  - Bojový: 2410 km
  - Přeletový: 2800 km

### Výzbroj
- 2× 20mm kanón MG FF/M
- 4× kulomet MG 17 ráže 7,92 mm
- 1× obranný kulomet MG 15 ráže 7,92 mm

## Specifikace (Bf 110G-2)

nákres

### Technické údaje
- Osádka: 2 (3 jako noční stíhač)
- Rozpětí: 16,3 m
- Délka: 12,30 m
- Výška: 3,3 m
- Nosná plocha: 38,8 m²
- Vzletová hmotnost: 7 790 kg
- Pohonné jednotky: 2× 12válcový, vidlicový, invertní motor DB 605B-1, každý o výkonu 1 085 kW

### Výkony
- Maximální rychlost: 595 km/h
- Dostup: 11 000 m
- Dolet: 900 km, 1 300 km s přídavnými nádržemi
- Plošné zatížení:max. 243 kg/m²

### Výzbroj
- 2× 20mm kanón MG 151 o 750 nábojích
- 4× kulomet MG 17 ráže 7,92 mm o 1 000 nábojích na zbraň
- 1× zdvojený obranný kulomet MG 15 ráže 7,92 mm v zadním střelišti, s 850 střelami na zbraň